# Cavendishia mariae
Cavendishia mariae är en ljungväxtart som beskrevs av J.L. Luteyn. Cavendishia mariae ingår i släktet Cavendishia och familjen ljungväxter. Inga underarter finns listade i Catalogue of Life.